# UFC Fight Night: Miocic vs. Maldonado
The Ultimate Figher Brasil 3 Finale: Miocic vs. Maldonado é um evento de artes marciais mistas promovido pelo Ultimate Fighting Championship, ocorreu no dia 31 de maio de 2014 no Ginásio do Ibirapuera, em São Paulo, no Brasil.

## Background
O evento principal seria a luta entre os rivais Wanderlei Silva e Chael Sonnen nos meio pesados, a luta era esperada para acontecer no UFC 173 e foi movida para esse card no Brasil. Porém no dia 7 de abril, o Ultimate resolveu adiar a luta entre os técnicos para o UFC 175. A luta principal então passou a ser entre Junior dos Santos e o norte-americano Stipe Miocic. Porém, Cigano também se lesionou e foi substituído por Fábio Maldonado.
O evento também contou com as finais do The Ultimate Fighter: Brasil 3 nos Pesos Médios e Pesados.
Mike Pierce enfrentaria Demian Maia no evento, porém, uma lesão tirou Pierce do evento. Para o lugar de Pierce foi chamado Alexander Yakovlev, que enfrentaria Yan Cabral no UFC Fight Night: Brown vs. Silva.
Wilson Reis foi brevemente ligado à luta contra Pedro Munhoz, mas foi substituído pelo estreante na organização Matt Hobar.
Diego Brandão iria enfrentar Brian Ortega nesse card, porém uma lesão obrigou Brandão a se retirar, e a luta foi cancelada.

## Card Oficial
Nota 1 Final do TUF Brasil 3 no peso-pesado.

Nota 2 Final do TUF Brasil 3 no peso-médio.

## Bônus da noite
- Luta da Noite:  Edmilson Souza vs.  Mark Eddiva
- Performance da Noite:  Warlley Alves e  Stipe Miocic